# Hamemelum
Hamemelum (lat. Chamaemelum), rod glavočika, dio podtribusa Santolininae. Postoje dvije priznate vrste trajnica ili jednogodišnjeg raslinja iz zapadnih dijelova Europe i sjeverne Afrike. Uvezene su i po drugim kontinentima.
Vrsta C. nobile poznata je kao rimska kamilica.
Rod je opisan 1754.

## Vrste
1. Chamaemelum fuscatum (Brot.) Vasc.
2. Chamaemelum nobile (L.) All.